# 高光村 (広島県)
高光村（たかみつむら）は、広島県神石郡にあった村。現在の神石郡神石高原町の一部にあたる。

## 地理
- 河川：高光川の河谷に位置していた[2]。

## 歴史
- 1889年（明治22年）4月1日、町村制の施行により、神石郡高光村が単独で村制施行し、高光村が発足[1][2]。大字は編成せず[2]。高光村、古川村の町村組合を結成し役場を高光村に設置[2]。
- 1943年（昭和18年）4月1日、神石郡古川村と合併し高光村が存続[1][2]。高光、古川の2大字を編成[2]。
- 1954年（昭和29年）11月3日、神石郡牧村と合併し、町制施行して神石町を新設し廃止された[1][2]。

## 産業
- 農業、コンニャクイモ、葉煙草、和牛[2]

## 教育
- 1901年（明治34年）高光村、永渡村、古川村学校組合立の高光尋常高等小学校が開校[2]。1920年（大正9年）廃校[2]。